# Rust Blaster
『Rust Blaster』（ラストブラスター）は枢やな作のファンタジー漫画作品。『月刊Gファンタジー』で2005年11月号から2006年4月号にて連載。全6話、単行本は全1巻。スクウェアエニックスからドラマCDが発売された。

## あらすじ
人間と吸血鬼（ヴァンパイア）が共存する世界には、人間より優れた身体能力を持つ吸血鬼による犯罪を取り締まるための「吸血鬼による」特殊部隊を育成するための千年学園が存在する。魔都ガーデニアの最奥に位置する千年学園に通う『学園一吸血鬼らしくない吸血鬼』のアルは充実した学園生活を送っていたが、人間の転校生のケイに出会って聖槍の操縦者となって以降、人間と吸血鬼が共存する世界を守るための戦いに身を投じていく。

## 用語解説
千年学園（せんねんがくえん）
アルドレッド達が通う学園。圧倒的な力を持つ吸血鬼による犯罪を抑制するために、吸血鬼法務管理局が作った特殊部隊員を育て上げる養成機関。それゆえに世界各国から優秀な能力を持つ吸血鬼が集められている。
魔都ガーデニア（まとガーデニア）
人間と吸血鬼が共存する世界と、吸血鬼の住む絶望の虚都を隔てる扉（ゲート）である街。千年前に禁忌を犯した吸血鬼を強力な結界で閉じ込めた扉を形成しているのは、五芒星を描くように建設された「大聖堂」「市庁舎」「警察庁」「駅」「千年学園」である。双つ月夜の影響で結界が緩んでおり、アルドレッド達はこの扉を守るために日々奮闘している。
絶望の虚都（ディスペアーホロウ）
吸血鬼達の故郷。人間と共存する以前、吸血鬼は生きるために扉を通り、血を求めて人間界まで来訪していた。しかし、長い歴史の中で生まれた人間と吸血鬼の混血であるダムビールが人間と協力し、人間界側から扉を封印してしまう。人間界との往来が不能になり、絶望の虚都に閉じ込められた吸血鬼は生き残るために共喰いをしていた。
血統武器（けっとうぶき）
吸血鬼の血統に伝わる力を物質として形成し、それを媒体として発揮される特殊な能力の総称。吸血鬼ならばほぼ必ず備わっている能力で、アルドレッドのように血統武器を持たない吸血鬼は大変珍しい存在である。
聖槍（ホーリーランス）
千年前に世界を支配しようと立ち上がった一部の吸血鬼による禁忌の暴動を収めるため、教会が作った絶対的な威力を誇る対吸血鬼兵器の名称。聖なる力を定着させ、槍へと形成させるための鞘は生身の人間である。聖槍は強大な力を持つため、扱える者は生来血統武器を持たない吸血鬼のみ。操縦者は槍の鞘である人間の血を吸うことにより、聖槍を扱うことが可能になる。
双つ月夜（ふたつつきよ）
千年に一度起こるとされる、月が軋みながら2つに分かれてゆく現象。完全な双つ月夜になるには14日かかる。吸血鬼の魔力を増大させるパワーがあり、強大な力を得た吸血鬼達は人間界を支配しようと扉の破壊を目論む。千年前に人間と吸血鬼の争いが起こった時期も双つ月夜の最中であった。

## 登場キャラクター
アルドレッド・ヴァン・エンヴリオ
声 - 小野大輔
本作の主人公。通称「アル」。生まれつき血統武器を持たない珍しい吸血鬼で、「学園長の息子だからミレニアムクラスで班長をしている劣等生」と陰口をたたかれることもあるが、本人はまるで意に介さず楽しい学園生活を送っている。熱血かつ仲間思いな性格で、同じ6班のメンバーからは信頼されている。「自分勝手が服を着て歩いている」と自称するだけあり、物事を深く考えられるタイプではないが、身体能力が異常発達しているためにケンカが強い。聖槍であるケイの使い手となった後は、世界を守る者となって奮戦する。ケイと出会う以前は、血統武器の代わりに無数の釘を打ち付けた「釘バット」を武器として使っていた。
終夜 荊（よすがら けい）
声 - 朴璐美
ミレニアムクラス6班に入った転校生で、千年学園では2人目となる人間の生徒。作中ではケイと呼ばれる。無口で無表情な白髪の少年。幼いころから聖槍の鞘として育てられたため、自分は物であると思い込み、感情を表に出すことがなくなった。しかし、自分をごく普通の人として扱ってくれるアルドレッドたちと出会ったことで、凍りついた表情に少しずつ変化が見られるようになっていく。運動全般が壊滅的に苦手で、特に走るのはとても遅い。
天草 小太刀（あまくさ こだち）
声 - 豊口めぐみ
ミレニアムクラス6班の生徒。吸血鬼で血統武器は扇型の攻撃系「紅桜姫」。黒い長髪に褐色の肌を持つスタイルのいい女の子。気が強く、戦闘の際は常に先陣を切る勇猛果敢な性格。アルドレッドの面倒を見るなど世話好きな一面もある。
リドヴィナ・ノヴィエ
声 - 茅原実里
ミレニアムクラス6班の生徒。通称「リディ」。吸血鬼で血統武器はぬいぐるみ型の防御、回復系「アプサ」。血統武器である「アプサ」を肌身離さず抱いている女の子。無口で感情を表に出すタイプではないが、6班のみんなが好きなためいつも一緒に居る。アルドレッドを班長と呼んでいる。
翡 西虎（フェイ シャオフウ）
声 - 櫻井孝宏
ミレニアムクラス6班の生徒。吸血鬼で血統武器は剣型の攻撃系「翠狼」。前髪が長く常に両目が隠れている長身の男子。アルドレッドとは幼馴染で、昔から彼のことをヒーローだと思っている。実は一撃でアルを倒せるほどの実力の持ち主。
煉獄院・G・咲人（れんごくいん ジー さきひと）
声 - 代永翼
ミレニアムクラス6班の生徒。荊が転校してくるまでは千年学園で唯一の人間だった。「世界に名を轟かす煉獄院財閥の御曹司」を自称しており、12歳にして天才の名をほしいままにしている。高慢で思い込みの激しいマッドサイエンティストでもあり、現在は対吸血鬼用のロボット「かがみもち26号」を開発している。
ラビ・フォルスナー
声 - 杉田智和
ミレニアムクラス3班の班長。吸血鬼で血統武器は黒い双剣型の攻撃系「ニヨルド」。アルドレッドを劣等生と呼びつつ強烈にライバル視している眼鏡をかけた男子。吸血鬼が人間と慣れあって生きることを許せないと考えており、双つ月夜の始まった日に同族喰いを行って力を増幅させ、アルドレッドたちを襲撃した。
カイン・ヴァン・エンヴリオ
声 - 諏訪部順一
千年学園の学園長でアルドレッドの父親。サングラスに長髪で黒ずくめの格好をしている。口調は軽くふざけた言動も目立つが、扉である魔都ガーデニアの一角、千年学園をまとめあげる実力者。千年前に起こった戦闘や聖槍についても精通している。
セティエーム
声 - 鈴村健一
千年前に封印された絶望の虚都から出てきた吸血鬼。通称「セティ」。ロングコートを纏った男子で、シックスとは幼馴染かつ親友。シックスに絵本を読んでもらったり、話を聞いてもらえないとすぐに怒るなど、まるで子供のような性格をしている。
シックス
声 - 中村悠一
千年前に封印された絶望の虚都から出てきた吸血鬼。黒い長髪にオッドアイで、肩に大きな黒い鳥を連れている関西弁を話す男性。セティエームとは幼馴染かつ親友で、子供っぽい彼の面倒をずっと見ている。

## 書誌情報
- 枢やな『Rust Blaster』スクウェア・エニックス〈Gファンタジーコミックス〉2006年5月27日発売、ISBN 4-7575-1692-4